# Clive Davis
Clive Davis (ur. 4 kwietnia 1932) – amerykański producent muzyczny.

## Wyróżnienia
Ma swoją gwiazdę w Hollywoodzkiej Alei Gwiazd.